# 熊谷まどか
熊谷 まどか（くまがや まどか、1968年〈昭和43年〉 - ）は、日本の映画監督。女性。

## 略歴
大阪府出身、東京都世田谷区在住。大阪府立香里丘高等学校、同志社大学卒業。
短編映画『はっこう』で2006年（平成18年）のぴあフィルムフェスティバルでグランプリ、ゆうばり国際ファンタスティック映画祭審査員特別賞などを受賞。

## 人物
9歳から27歳まで枚方市在住。小学校・中学校・高校と多感な時期を過ごした枚方市に、中でも特に香里丘高校での経験が「創作の原点」と語る。
高校生の急増期で、1学年12クラスのマンモス校に「やんちゃな子もいれば、勉強好きな優等生もいる」一方で「ピアノがうまいコワモテの体育教師」「外国のテレビドラマを授業で“こっそり”見せてくれる英語教師」もいるエネルギッシュな環境に囲まれ青春を謳歌し、学校行事の文化祭で映画を撮ったり自主演劇を行ったりするため、学校で徹夜したこともあり、「なんでもありの高校時代に感謝です（笑）」とインタビューで述べている。
2016年にメガホンを執った『話す犬を、放す』は、女優つみきみほ26年ぶり主演映画で話題となり、同年6月のSKIPシティ国際Dシネマ映画祭でオープニング上映もされた。本作は、熊谷の母親がレビー小体型認知症と診断された経験をモチーフにしている。
レビー小体型認知症は幻視症状が出るため、母親が散歩中に「踊っているサルやらゾウやらキリンやらが現れた」と言うため、「困ってる様子がかわいいし、幻視内容も“ちょっとおもろいやん”と思ってしまった」という。
劇中の母親役（ユキエ）が見える幻視は、かつて飼っていた愛犬チロをイメージ。配役のイヌをタレント犬の中から選ぶとき「オスでもメスでも、色が白でも黒でも茶色でも、どんな大きさの犬でもかまわなかった」が、雑種という条件を付けた。「私が小さかった頃、飼い犬といえば、雑種犬。一戸建てて、庭があって、犬小屋があって。そんなマイホームをユキエのようなお母さんたちが守ってきた。雑種犬はあの時代のユキエの幸せの象徴なんです。
初の長編作品だが、「映画は、長編を撮ってナンボ。ずっと撮りたいと思っていたのですが、脚本を書けなかった」と言い、母親の認知症発症を通じて、改めて母と自分との関係を見つめ直すことになり、「“認知症を（脚本に）書いたらいいやん”と思えた」。だから、「自然と“書けちゃった”作品という感じなんです」という。

## 作品
- 2012年 - 『桃まつり presents すき 「最後のタンゴ」』（監督、脚本、編集）
- 2012年 - 『古都奇譚・秋』（監督、脚本）
- 2013年 - 『バナナvsピーチまつり 「世の中はざらざらしている」』（監督）
- 2015年 - 『Only 4 you』（『色はヒカリ』監督） - 4人の監督によるオムニバス[5]。
- 2017年 - 『話す犬を、放す』（監督、脚本）